# Sistema isolato termicamente
In termodinamica, un sistema isolato termicamente non può scambiare massa o energia termica con il suo ambiente.
L'energia interna di un sistema isolato termicamente può quindi cambiare a causa dello scambio di energia di lavoro. L'entropia di un sistema isolato termicamente aumenterà nel tempo se non è in equilibrio, ma fintanto che è in equilibrio, la sua entropia avrà un valore massimo e costante e non cambierà, indipendentemente dalla quantità di energia di lavoro del sistema scambiata con il suo ambiente. Per mantenere questa entropia costante, qualsiasi scambio di energia di lavoro con l'ambiente deve quindi essere di natura quasistatica, al fine di garantire che il sistema rimanga essenzialmente in equilibrio durante il processo.
L'opposto di un sistema isolato termicamente è un sistema aperto termicamente, che consente il trasferimento di energia termica ed entropia. I sistemi termicamente aperti possono variare, tuttavia, nella velocità con cui si equilibrano, a seconda della natura del limite del sistema aperto. All'equilibrio le temperature su entrambi i lati di un confine termicamente aperto sono uguali. All'equilibrio, solo un limite di isolamento termico può supportare una differenza di temperatura.